# 1975–1981
1975–1981 är ett samlingsalbum av Anders Glenmark, utgivet 1995 på Pickwick Records och igen 1998 på Disky. Albumet innehåller låtar tidigare utgivna 1975–1981.

## Låtlista
1. "Djupa vatten" – 2:58
2. "Kom i natt" – 2:58
3. "Elisa" – 2:40
4. "Nu bubblar blodet så hett i mig" – 2:46
5. "Rock It in My Pocket" – 3:10
6. "Express" – 3:06
7. "(I Keep Finding) Traces" – 3:37
8. "Jag känner igen dej" – 4:26
9. "Baby, Baby, Baby (gör mig glad igen)" – 3:23
10. "The Velvet Rush" – 3:30
11. "This Is Goodbye" – 3:55
12. "Number One Lover" – 2:56
13. "Om jag visste vad jag ville" – 3:07
14. "Maggie" – 3:55
15. "Det är mitt liv – det är jag" – 3:04
16. "Jag har nåt att ge" – 3:01